# Ferdinand August Louvier
Ferdinand August Louvier (* 14. Oktober 1830 in Hamburg; †  30. September 1900 ebenda) war ein deutscher Pädagoge und Schriftsteller.

## Leben
Louvier begann im Alter von 15 Jahren seinen beruflichen  Werdegang  als Klassenlehrer an einer Privatschule.  
Parallel  setzte er seine Aus- und Weiterbildung fort. 1852 wurde er Lehrer der neueren Sprachen an einer Knabenschule. 1861 gründete Ferdinand August Louvier eine höhere Mädchenschule in Hamburg-St. Georg, die über 17 Jahre Bestand hatte.
Er schrieb für sechs Unterrichtsjahre Leitfäden für den Französisch-Unterricht, die bis 1888 insgesamt 20 Auflagen erreichten. Sein Unterrichtskonzept der  Anschaulichkeit und Naturgemäßheit insbesondere im Fremdsprachlichen trug ihm Anerkennung ein. Louvier betrieb verschiedene Forschungen und veröffentlichte Werke über Goethes Faust.
Louvier war seit 1858 mit Adele Blunck verheiratet.

## Werke
„Sphinx locuta est. Goethes Faust und die Resultate einer  rationellen Methode der Forschung“ und „Goethe als Kabbalist in der Fausttragödie“ entstammen seiner Feder.
F. Münzenpräger und O. Steinzänger sind  Pseudonyme von Ferdinand August Louvier.